# Jean North
Jean North (8 mars 1828 à Hurtigheim - 18 décembre 1894 à Strasbourg) est un banquier alsacien député du Reichstag allemand de 1877 à 1881 et de 1890 à 1893.

## Biographie
En 1873, Jean North souscrit à 25 actions lors de la création du Comptoir national d'escompte de Paris. Sa présence individuelle dans un actionnariat composé principalement d'acteurs institutionnels s'expliquerait par les parts qu'il détient dans la Banque d’Alsace-Lorraine, qui figure parmi les principaux actionnaires du Comptoir.